# Medicago rigidula
Medicago rigidula és una espècie pertanyent a la família de les fabàcies que habita a tota l'àrea mediterrània. Habita en llocs d'herba, guarets, vores de camins i carreteres. És semblant a Medicago aculeata però amb la beina gairebé sempre espinosa i densament pilosa-glandular: espirals en sentit contrari a les agulles del rellotge. Floreix a la primavera.